# Jericó 2da. Sección
Jericó 2da. Sección är en ort i Mexiko.   Den ligger i kommunen Palenque och delstaten Chiapas, i den sydöstra delen av landet, 800 km öster om huvudstaden Mexico City. Jericó 2da. Sección ligger 339 meter över havet och antalet invånare är 302.
Terrängen runt Jericó 2da. Sección är huvudsakligen kuperad, men åt nordväst är den platt. Runt Jericó 2da. Sección är det glesbefolkat, med 16 invånare per kvadratkilometer. Närmaste större samhälle är Cristóbal Colón, 10,0 km nordväst om Jericó 2da. Sección. I omgivningarna runt Jericó 2da. Sección växer i huvudsak städsegrön lövskog.